# Sailing (chanson de Christopher Cross)
Pour les articles homonymes, voir Sailing.
Pour la chanson homonyme popularisée par Rod Stewart, voir Sailing (chanson).
Singles de Christopher Cross
Ride Like the Wind
(1980) Never Be the Same
(1980)
Sailing est une chanson de Christopher Cross. Elle a été publiée en juin 1980 en tant que deuxième single de son premier album, Christopher Cross.
La chanson arrive en tête des ventes aux États-Unis et au Canada.

## Distinctions
Sailing remporte plusieurs Grammy Awards en 1981 : enregistrement de l'année, chanson de l'année et meilleurs arrangements.

## Reprises
La chanson a été reprise par de nombreux artistes dont le groupe Avant, Barry Manilow, Greenskeepers, NSYNC, Phajja, Patrick Yandall, Moya Brennan et Cormac de Barra.
Sailing a été samplée dans plusieurs autres chansons dont Blue Flowers Revisited (1996) de Dr. Octagon, Best Friend (1999) de Puff Daddy, Paradise (2006) de Bone Thugs-N-Harmony et Can't Let You Go (2009) de Chris Brown.
Par ailleurs, on peut entendre un extrait de la chanson dans le film Ambulance de Michael Bay (2022).

## Crédits
- Christopher Cross – chant, guitare électrique 12 cordes, chœurs, arrangements
- Andy Salmon – basse
- Michael Omartian – arrangements, piano solo
- Rob Meurer – piano électrique, arrangements
- Victor Feldman  — percussions
- Tommy Taylor – batterie

## Classements hebdomadaires
| Classement (1980-1981)                 | Meilleure position |
| -------------------------------------- | ------------------ |
| Australie (Kent Music Report)          | 46                 |
| Belgique (Flandre Ultratop 50 Singles) | 38                 |
| Canada (RPM 100 Singles)               | 1                  |
| États-Unis (Billboard Hot 100)         | 1                  |
| Irlande (IRMA)                         | 21                 |
| Italie (FIMI)                          | 36                 |
| Nouvelle-Zélande (RMNZ)                | 8                  |
| Pays-Bas (Single Top 100)              | 41                 |
| Royaume-Uni (UK Singles Chart)         | 48                 |

## Certifications
| Pays              | Certification | Date       | Unités certifiées |
| ----------------- | ------------- | ---------- | ----------------- |
| Royaume-Uni (BPI) | Argent        | 02/08/2024 | 200 000           |